# San Antonio de la Cañada
San Antonio de la Cañada är en ort i Mexiko.   Den ligger i kommunen Cadereyta de Montes och delstaten Querétaro Arteaga, i den centrala delen av landet, 150 km norr om huvudstaden Mexico City. San Antonio de la Cañada ligger 2 022 meter över havet och antalet invånare är 334.
Terrängen runt San Antonio de la Cañada är huvudsakligen kuperad, men den allra närmaste omgivningen är platt. Runt San Antonio de la Cañada är det ganska glesbefolkat, med 38 invånare per kvadratkilometer. Närmaste större samhälle är Cadereyta de Montes, 13,2 km väster om San Antonio de la Cañada. Trakten runt San Antonio de la Cañada består i huvudsak av gräsmarker.